# Vierre
Vierre är ett vattendrag i Belgien.   Det ligger i provinsen Luxemburg och regionen Vallonien, i den sydöstra delen av landet, 150 km sydost om huvudstaden Bryssel.
I omgivningarna runt Vierre växer i huvudsak blandskog. Runt Vierre är det ganska glesbefolkat, med 43 invånare per kvadratkilometer.